# Karl Walter Hitschler
Karl Walter Hitschler (* 29. März 1922 in Köln; † 30. Juli 2010 ebenda) war ein deutscher Unternehmer. Er gründete 1953 das Kölner Süßwarenunternehmen Hitschler International GmbH & Co. KG, das er über fünf Jahrzehnte leitete. 

## Leben
Walter Hitschler trat Anfang der 1940er Jahre in den elterlichen Betrieb Hitschlers Cachou ein, der Ende der 1920er Jahre durch seinen Vater Ferdinand Hitschler in Köln-Klettenberg gegründet worden war. Der Vater handelte zunächst mit Tabak und französischen Lakritzbonbons, den Cachous. Nach dem Eintritt von Walter Hitschler konzentrierte sich das Unternehmen auf die Herstellung von Süßigkeiten und ab 1946 firmierte das Unternehmen unter Ferdinand Hitschler & Sohn. Nach dem Tod des Vaters gründete Karl Walter Hitschler 1953 das Kölner Süßwaren-Unternehmen Hitschler International GmbH & Co. KG. Hitschler richtete das Unternehmen neu aus. Von nun an wurden Süßwaren von Hitschler nicht nur vertrieben, sondern man begann schrittweise mit der eigenen Produktion. Dazu kaufte und baute Karl Walter Hitschler in den 1950er Jahren die 1. Deutsche Kaugummi-Fabrik auf und baute sie sukzessive aus. Die Firma produzierte Kaubonbons, Kaugummi, Fruchtgummischnüre und Brausebonbons für den nationalen und internationalen Markt. Inspiriert von einer Reise in die Niederlande entwickelte Walter Hitschler in den 1970er Jahren ein Sortiment von Schaumzuckern, den Süßen Speck, der in einer charakteristischen Spitztüte als Sack voll Speck bis heute vermarktet wird. Seit 1976 war er im Unternehmen als Geschäftsführer tätig.
Die Presse bezeichnete Hitschler als König der Kaubonbons – analog zu Hans Riegel, der als König der Gummibärchen betitelt wurde.
Der in Köln geborene Unternehmer engagierte sich zeitlebens für kulturelle und soziale Projekte in seiner Heimatstadt, u. a. für den Kölner Jugendchor St. Stephan. Er unterstützte Hilfseinrichtungen für Wohnungslose und Drogenabhängige des Sozialdienstes Katholischer Männer sowie Kindergärten. Beim traditionellen Weihnachtsessen für Obdachlose engagierte er sich mehrfach persönlich. Hitschler zeigte sich, abgesehen von diesen Veranstaltungen, selten in der Öffentlichkeit.
Karl Walter Hitschler starb im Alter von 88 Jahren an Herz-Kreislauf-Versagen. Auch nach seinem Tod blieb die Firma in Familienbesitz.